# Sonia Alfano
Sonia Alfano (ur. 15 października 1971 w Mesynie) – włoska polityk, działaczka antymafijna, posłanka do Parlamentu Europejskiego VII kadencji.

## Życiorys
Ukończyła liceum ogólnokształcące, podjęła następnie studia na wydziale prawa Università degli Studi di Palermo. Przerwała je po śmierci swojego ojca, dziennikarza Beppe Alfano, zabitego na zlecenie mafii. Od tego czasu zaczęła uczestniczyć w różnych akcjach publicznych na rzecz ograniczania wpływów grup przestępczych oraz wyjaśniania mafijnych zbrodni. Była m.in. koordynatorem regionalnym organizacji Ammazzateci tutti.
W 2008 bez powodzenia ubiegała się o urząd prezydenta regionu Sycylia. W wyborach w 2009 z listy partii Włochy Wartości uzyskała mandat posłanki do Parlamentu Europejskiego VII kadencji. Została członkinią grupy Porozumienia Liberałów i Demokratów na rzecz Europy oraz Komisji Wolności Obywatelskich, Sprawiedliwości i Spraw Wewnętrznych. W PE zasiadała do 2014.
Dołączała później do ugrupowań Artykuł 1 (2017) i Azione (2024).